# Образование в Сърбия
Образованието в Сърбия е разделено на предучилищно, начално общо, средно и висше. То се контролира от Министерството на образованието и науката на Сърбия.

## История
В автономна Сърбия, в състава на Османската империя, образователните институции първоначално са малко – през 1835 г. има 69 (от тях 25 държавни) училища, в които се обучават 2283 души. През 1833 г. е открита първата гимназия, а през 1838 г. – първият лицей.

### До Болонския процес

#### Начално образование
Обучението започва с предучилищното или начално образование. Децата тръгват на училище на възраст 6 или 7 години. Продължителността на обучение е 8 години и се разделя на 2 етапа:
- Начално образование (от 1-ви до 4-ти клас)
- Гимназиално образование (от 5-и до 8-и клас)

В началното училище учениците се разпределят по класове на случаен принцип. Във всеки клас всички учебни предмети, с изключение на английски език, се преподават само от един учител. Основните предмети, които се изучават в началния курс, са:
1. Математика;
2. Сръбски език;
3. Изобразително изкуство;
4. Музикални класове;
5. Физическа култура;
6. Светът около нас

Дългото обучение по английски език започва в 1-ви клас, като в началото обикновено се изпълняват песни и се учат основни думи.
В по-горните класове децата започват да изучават нови предмети:
1. от 5-и клас – биология, география, история, чужд език (френски, немски, руски, испански или италиански) и технически науки.
2. от 6-и клас – физика
3. от 7-и клас – химия и информационни технологии

Системата за оценяване на знанията е петобална. Оценките са от 1 (най-ниска) до 5 (най-висока)::
- 5 – отлично
- 4 – много добре
- 3 – добре
- 2 – достатъчно
- 1 – не е достатъчно

След завършване на 8-и клас ученикът решава дали да продължи обучението си или да го прекрати.

#### Средно образование
Средните училища отговарят на американските средни училища и са разделени на 4 типа. Ученикът, в зависимост от своите предпочитания, оценки в училище и резултати от приемните изпити, може да посещава едно от тях:
- Математическа гимназия и Филологическа гимназия.
- Гимназия (на сръбски: gimnazija) предлага общо и разнообразно образование. Ученикът обикновено избира посоката на своето обучение: езици, социални, точни или естествени науки.
- Училище (на сръбски: stručna škola) – предлага обучение в няколко области
- ПТУ (на сръбски: zanatska škola) – без възможност за продължаване на обучението и предлага високо специализирано образование.

Приемните изпити най-често са по математика, сръбски език и литература, но те зависят от вида на училището и желанието на ученика дали да положи изпит по английски език.
Средните училища в Сърбия са специализирани курсове и звена. Примери: медицинска школа (курсове: обща медицина, фармацевтика и т.н.) ветеринарно училище, техническа школа, пътно училище, училище по икономика.
Повечето училища, за разлика от гимназиите, които имат специални имена и могат да се състоят от няколко (понякога компенсиращи) училища. Например: Биологично-техническа школа, Търговско-икономическата школа, Пътно-техническо училище.
Средното образование в Сърбия се разделя на 2 вида: 4-годишно и 3-годишно. Студентът има право да промени курса или на училище си по всяко време, ако настоящите и предишни курсове (в началното училище), позволяват да се направи това.

#### Висше образование
Висшите учебни заведения приемат студенти въз основа на резултатите от обучението в гимназията и приемни изпити:
- Висша школа (на сръбски: viša škola) – продължителността на обучение е 3 години, отговаря на германската Fachhochschulen (Университети за приложни науки),
- На факултети (на сръбски: fakultet) на различните университети (на сръбски: univerzitet) и художествени академия (на сръбски: akademija umetnosti), продължителността на обучението е от 4 до 6 години (доктор 5 – 7 години) (една учебна година се състои от 2 семестъра – есенен и пролетен) и завършва с връчване на диплома (дипломи се предоставят на всички нива на обучение, но в училищата те се наричат свидетелство (на сръбски: svedocanstvo).

#### Следдипломно образование
Следдипломното образование (на сръбски: post-diplomsko obrazovanje) се провежда след получаване на висше образование и предлага специализирано обучение за получаване на степен магистър и доктор.

### По Болонския процес
Сърбия е подписала документите по Болонския процес. Образователна система е модернизирана, за да съответства на европейските стандарти, при което настъпва преструктуриране на образователната система. Името на предучилищното и начално общо образование остават недокоснати. Университетите започват да предлагат степените бакалавър, магистър и доктор. Предишните дипломи са приравнени към степени бакалавър и магистър.
Подписани са следните многостранни споразумения:
- Международна конвенция за признаване на учебни курсове, дипломи за висше образование и научни степени в арабските и европейските държави от басейна на Средиземно море (ЮНЕСКО, подписан на 17 декември 1976 г.)
- Конвенция за признаване на учебни курсове, дипломи за висше образование и научни степени в страните от региона на Европа (ЮНЕСКО, подписан на 21 декември 1979 г.)

## Научни степени и квалификации
- на сръбски: Diploma o završenoj srednjoj školi (сертификат за завършване на училище)
- на сръбски: Diploma Višeg Obrazovanja (диплома за завършване на колеж или завършване на бакалавърска степен)
- на сръбски: Diploma visokog obrazovanja (диплома за завършване на университета)
- на сръбски: Magistar nauka или на сръбски: Magistar umetnosti (магистърска степен)
- на сръбски: Doktor nauka (доктор на науките)